# Мерах-Бесар
Мерах-Бесар – індонезійське офшорне газонафтове родовище, виявлене у Макасарській протоці.
Мерах-Бесар відноситься до нафтогазового басейну Кутей, виникнення якого передусім пов’язане із виносом осадкового матеріалу потужною річкою Махакам. Родовище виявили у 1996 році унаслідок спорудження розвідувальної свердловини Merah Besar-1, закладеної в районі з глибиною моря 436 метрів. Вона досягла глибини у 1991 метр та виявила газонасичений інтервал завтовшки 33 метра. В найближчі роки розмір відкриття уточнили за допомогою оціночних свердловин Merah Besar-2-ST2 (глибина моря 435 метрів, глибина свердловини 2198 метрів, газонасичений інтервал 18 метрів), -8 (глибина моря 485 метрів, глибина свердловини 3322 метра, нафто- та газонасичені інтервали 38 та 13 метрів), -3 (глибина моря 540 метрів, глибина свердловини 2954 метра, нафто- та газонасичені інтервали 21 та 43 метра), -6 (глибина моря 696 метрів, глибина свердловини 2607 метрів, нафто- та газонасичені інтервали 7 та 38 метрів), -4PH, -4HZ, -7, -7-ST1, -5N/5 (споруджена напівзануреним судном Sedco 602 в районі з глибиною моря 530 метрів), -9, -13, -10, -11 та -12. 
Крім того, спорудили ще цілий ряд свердловин на сусідніх структурах – Putih Besar-1 (глибина моря 480 метрів, глибина свердловини 3292 метра, газонасичений інтервал 12 метрів), Hijau Besar-1 (глибина моря 475 метрів, глибина свердловини 3292 метра, газонасичений інтервал 12 метрів), Hitam Besar-1.
Вуглеводні на Мерах-Бесар виявлені у пісковиках пліоцену та міоцену.  
Родовище виявили на суміжних ліцензійних ділянках Калімантан-Схід та Макассарська протока, оператором на яких була компанія Unocal (в 2005 році стала частиною нафтогазового гіганту Chevron) із частками участі 100% та 50% відповідно (на блоці Макассарська протока її партнером із часткою 50% була Mobil, яка вже у 1999-му об’єдналась із Exxon у ExxonMobil). Первісно ресурси Мерах-Бесар оцінили у 28 млн барелів нафти та від 4,2 до 7,8 млрд м3 газу. Враховуючи ці доволі незначні показники та розташування родовища у глибоководній зоні, міжнародні нафтогазові корпорації у підсумку відмовились від планів введення його в розробку.
В 2021-му про наміри розробляти Мерах-Бесар оголосила індонезійська державна SKK Migas. При цьому розраховували вилучити звідси та зі ще одного малого родовища Садева 7,1 млрд м3 газу та 12,7 млн барелів нафти.